# Mike Haughney
Michael „Mike“ Haughney (* 10. Dezember 1925 in Paisley, Schottland; † 22. Februar 2002 in Peoria, IL, Vereinigte Staaten) war ein schottischer Fußballspieler. In seiner aktiven Karriere als Spieler gewann er mit Celtic Glasgow zahlreiche Titel.

## Karriere

### Verein
Mike Haughney wurde 1925 in Paisley, etwa elf Kilometer westlich von Glasgow geboren. Seine Fußballkarriere begann er bei Newtongrange Star in der Nähe der schottischen Hauptstadt Edinburgh. Er wuchs in Dalkeith auf und besuchte die St. David’s Schule. Am 29. Januar 1949 wechselte er zu Celtic Glasgow. Am 13. August desselben Jahres debütierte er gemeinsam mit Bobby Collins für die Bhoys in der Gruppenphase des Scottish League Cup 1948/49 gegen die Glasgow Rangers. Während seiner Anfangszeit bei Celtic studierte er nebenbei an der University of Edinburgh und konnte nur Teilzeit trainieren. Er machte seinen Abschluss als Bachelor of Commerce.

“He has the hardest and most accurate shot I've seen in years, if he could train regularly, he would soon achieve top grade.”

Mit Celtic gewann er im Jahr 1953 den Coronation Cup, der zu Ehren der Krönung von Elisabeth II. ausgespielt wurde. In der Spielzeit 1953/54 holte er mit Celtic die schottische Meisterschaft und 1951 und 1954 den Pokal. 1957 und 1958 gewann er mit der Mannschaft zudem den Ligapokal. Haughney spielte für Celtic von 1949 bis 1957 in 233 Partien (159 Ligaspiele) und erzielte dabei 44 Tore (32 Ligatore) bevor er am Ende der Saison 1956/57 seine Karriere beendete.
1957 wanderte er mit seiner Ehefrau in die Vereinigten Staaten aus. Er lebte in den Palos Heights im Cook County von Chicago. Er starb im Februar 2002 im Alter von 76 Jahren in Peoria im US-Bundesstaat Illinois.

### Nationalmannschaft
Mike Haughney spielte im Jahr 1954 einmal für die schottische Nationalmannschaft. Er kam dabei gegen England im WM-Qualifikationsspiel für die anstehende Endrunde in der Schweiz zum Einsatz, das zugleich Spiel der British Home Championship war.

## Zweiter Weltkrieg
Im Zweiten Weltkrieg diente Haughney als Hauptmann bei den Seaforth Highlanders im Afrikafeldzug.

## Erfolge
mit Celtic Glasgow:
- Coronation Cup (1): 1953
- Schottischer Meister (1): 1954
- Schottischer Pokalsieger (2): 1951, 1954
- Schottischer Ligapokalsieger (2): 1957, 1958